# Lamarckdromia beagle
A szivacsrák (Lamarckdromia beagle) az ízeltlábúak (Arthropoda) törzsébe, a felsőbbrendű rákok (Malacostraca) osztályába, a tízlábú rákok (Decapoda) rendjébe, a Dromiidae családjába és a Lamarckdromia nemébe tartozó rákfaj.

## Előfordulása
A rákok az Indiai-óceánban és Nyugat-Ausztrália vizes partvidékein találhatóak meg. A sekély vizekben, és néhány száz méter mély vízben is megélhetnek. Közvetlenül szivacsok mellett, a sziklás partok alján élnek a védelem és álcázás szempontjából.

## Megjelenése
A szivacsrák 4-9 centiméter széles, testét és végtagjait hosszú aranysárga szőrprém fedi. Ollóslábai kicsivel nagyobbak a járólábaknál. Az ötödik pár járólába a többinél kisebb és a potroh oldalára tolódott. A rák álcázás céljából szivacsokat vagy aszcídiákat vág le az ollóival és beburkolja magát vele, amit a hátsó járólábaival tart. Idővel a szivacs odapenészedik a rák potrohához, így a szivacs a rákkal együtt tud élni. A szivacs csak növekszik, és a rák hátának alakjához idomul. A tengeri szivacs vegyszereket termel, és emiatt a vízi ragadozókat elrettenti, elijeszti. A rák a szorosan illeszkedő szivaccsal a tetején úgy néz ki mintha ”kalapot” viselne, így nyerte el a szivacsrák nevet.